# Mario
Mario (japánul: マリオ) egy videójáték-karakter, megalkotója Mijamoto Sigeru (宮本 茂; Hepburn: Shigeru Miyamoto) japán játéktervező. A Nintendo által alkotott játékok karakterei közül az egyik legnépszerűbb, számtalan játék fut a neve alatt, és még többen vendégszerepelt, a videójátékok ikonjává vált. Érdemes megfigyelni azt, hogy bár sokat változtak a trendek, de a videojáték üzletek döntő többsége használja Mariót saját reklámjában, arculatában. Ennek egyszerű magyarázata: külsőre olyan egyéniség, aki könnyen felismerhető, és bárki bárhol meglátja őt, biztosan a videojátékok jutnak eszébe. Először az 1981-es megjelenésű Donkey Kong videojátékban volt látható, Jumpman néven, akinek ács volt a foglalkozása. A játék meglepően sikeres volt. 1983-ban megjelent egy másik játék Mario Bros. néven, amiben már egy olasz-amerikai vízvezeték-szerelő volt és testvére volt Luiginak, de még nem egy kitalált világban játszódott. Ám a Nintendo Entertainment System (NES) konzol megjelenésével, kerülhetett előtérbe a Super Mario Bros. játékban, és ekkor vált igazán ismertté. 1985-ben jelent meg, és több mint 40 milliós összeladása igencsak megalapozta hősünk sikerét. Mario a kitalált Gomba Királyságban (angolul: Mushroom Kingdom) lakik, és kalandjai általában arra összpontosulnak, hogy megmentsék Peach hercegnőt a gonosz Bowsertől. Olasz nevét egy Mario Segale nevű illetőről kapta, aki az amerikai Nintendo háztulajdonosa volt. Mario vezetékneve szintén Mario, amely az amerikai Super Mario Bros. Super Show! rajzfilmsorozatban és a Super Mario Brothers c. filmben hangzott el. Mivel a „Bros.” előtt a családnév szokott állni, ezért logikusnak tűnt, ám ezt a vezetéknév-elméletet hivatalosan a Nintendo sose alkalmazta, de nagyjából elfogadott, hogy Mariót és Luigit együttesen Mario fivéreknek hívják. Mijamoto Mariót egy alacsony, köpcös, bajuszos embernek képzelte el, de a '80-as években a korlátozott színekkel és pixelekkel a programozók nem tudták őt rendesen megeleveníteni. Mario pont az átlagos testalkatának köszönheti nagy népszerűségét. A '80-as években hódítottak igazán a Superman-, Pókember-féle hősök, akik átlagon felüli testalkattal rendelkeznek. Erre érdekes kontrasztként megjelenik Mario, aki nemcsak hogy ember, hanem kövérkés, bajszos, átlagos foglalkozású feltehetőleg középkorú karakter, mellyel sokan tudtak azonosulni. Ez is oka annak, hogy ekkora népszerűségre tett szert.
A technika korlátai miatt az inget nem lehetett (mintákkal) dekorálni, ezért Mario kapott egy overallt, mely javított az összképen. Sapkát is kapott, mert Mijamoto elmondása szerint amikor megálmodta Mariót, és szerette volna rajzlapon megeleveníteni, nem volt képes hajat rajzolni neki. Hősünknek sokáig nagy riválisa volt Sonic a sündisznó (Sonic the Hedgehog), aki a  Sega Corporation kabalafigurájaként volt ismert (mascot). A '90-es évek elejétől kezdve több, mint egy évtizeden át rivalizáltak egymással. Sonic is sok rajongóra tett szert, és a mai napig nagy kultusz övezi a nevét, de Mariót nem volt képes túlszárnyalni. 2001-ben, a Dreamcast bukásával a Sega úgy döntött, hogy befejezi a Nintendóval való versengést. Ezután Sonic neve alatt évekig inkább középszerű játékokat jelentettek meg, ám 2007-ben meglepő döntés született: azonos játékban szerepeltetik Mariót és Sonicot. Ennek eredménye a Mario & Sonic at the Olympic Games. Az olimpiai játék nem véletlen, hiszen a világjátékok szimbóluma az egység, a világ sportolói együtt versenyeznek, ezzel szimbolizálják, hogy Mario és Sonic összefogtak. A játék bár minőségében hagy némi kívánnivalót maga után, de népszerűségének köszönhetően több folytatása és készült. A legutóbbi játék (Mario & Sonic at the Olympic Games Tokyo 2020) a 2020-es tokiói játékok alkalmából készült.

## Legfontosabb jellemzők

Mario formái a Super Mario Bros. játékban

A Mario fivérek közül ő az idősebb, bár alacsonyabb a testvérénél, Luiginál. Mariót először eredetileg egy kétdimenziós manószerű lénynek ábrázolták, amely az évek folyamán sokat változott, végül valódi 3D-s formáját a Super Mario Sunshine-ban nyerte el. A Super Mario 64-ben is 3D-ben láthatjuk, de ha összehasonlítjuk az akkori grafikai megjelenítést a maiakkal, jelentős különbség vehető észre. Mario és Luigi olasz származású amerikai vízvezeték szerelők. Mariónak két élettörténete is létezik. Az elsőben (amely eredetileg Mijamoto elképzeléseiben is szerepelt) Mario Brooklynban született egy olasz származású családban, ezért nevezik a ‘The Adventures of Super Mario Bros. 3’ rajzfilmben Brooklynt szülőföldjüknek. Hősünk szerette a csöveket, vezetékeket, ezért úgy döntött, hogy vízvezeték-szerelő lesz testvérével együtt (feltehetőleg ő is hasonló elhatározáson volt). Amikor egyszer az egyik nagyobb vízvezeték javításán dolgozott, addig mászott a belsejébe, mígnem egy olyan világ tárult a szeme elé, amelyet még álmaiban sem tudott volna elképzelni. Erre van utalás a Mario 3 rajzfilmben a Toddler Terrors of Time Travel című epizódban. Ez volt a Gomba Birodalom, és annyira megtetszett aztán Mariónak, hogy elhatározta, hogy ezentúl ebben a világban fogja élni az életét. A másik alternatív élettörténet a Super Mario World 2: Yoshi’s Island nevű SNES (Super Nintendo Entertainment System) játékban bontakozott ki, ahol Mario már magában a Gomba Királyságban született. Itt olasz származására nemigen derül fény és valószínűleg azért lett itt is vízvezeték szerelő, mert hasonló elhatározáson lehetett, mint előző élettörténetében és ebben szerepet játszhat a Gomba-királyságot behálózó csövek és vezetékek végtelen labirintusa. Mivel Mario ember, ezért inkább az első teória tűnik hihetőbbnek, hiszen a második esetében Marióéknak is gombának kell lenni. Hősünk hangját a kezdetektől fogva Charles Martinet kölcsönzi, aki Luigi, Wario és Waluigi, valamint Baby Mario és Baby Luigi szinkronhangja is egyben. Rajongóknak annyira bejött, hogy lassan 17 éve töretlenül ő adja több Mario karakter hangját. Legnépszerűbb játékai közül több mint 200 millió darabot adtak el idáig. Mario a platform játékok koronázatlan királya, aki rengeteg más játékstílusban is diadalmaskodott, több műfajt is népszerűvé tett. A Mario Kart-ban például társaival Gokart-versenyt vívnak, hasonlóképpen közkedvelt a Mario Tennis, Mario Golf, Mario Baseball és a Super Mario Strikers sorozatokban, emellett sikert aratott az RPG-k műfajában (Super Mario RPG, Paper Mario, Mario & Luigi) is.

## Testi megjelenítés
Mario alapvető külső megjelenése keveset változott az évek folyamán: egy alacsony, zömök ember, aki overallt és sapkát (melyen a szimbólumává vált M betű látható), valamint a kezein egy fehér kesztyűt visel, a lábán pedig barna színű cipőt hord. Az arca kissé kerekded, fekete, hullámos bajusszal, kék szemekkel és barna színű, enyhén göndör hajjal. Magassága 155 cm, súlya 89 kg körüli lehet (enyhén túlsúlyos). Általában kék overallt visel, amely alatt piros színű felsőt hord. Eredetileg a Donkey Kong és a Super Mario Bros. játékokban az overallja volt piros és a pulóvere kék (az SMB-ben a korlátozott pixelek miatt barna). A Super Mario Bros. 2-ben ezek a színek megcserélődtek, így lett rajta a ma is közismert színű viselet, de ez alkalomadtán változott. Például a Mario Smash Football-ban a szokásos ruházata helyett egy focimezt visel, míg a Super Mario Sunshine-ban pedig hagyományos hosszú ujjú felsője helyett egy piros pólót visel, amelyet lecserélhet egy Hawaii-i stílusú öltözékre elegendő Shine Sprite begyűjtése után. Mivel örök nyár van a Delfino Island-en, ezért igencsak melege lenne a szokványos felsőjében. Néhány játékban Mario képes átváltozni különböző viseletű és tulajdonságú alakokká azáltal, hogy épp milyen fegyvert gyűjtött be, ilyen például a Tűzvirág, Szuper Levél, Toll, különféle mezek, teknőspáncél stb. Mario csecsemőként overall helyett egy pelenkát visel és ugyanazt a kalapot, amit majd később felnőtt korában is fog.

## Képességek
Mario emberfeletti ugróképességgel rendelkezik. Valójában ez az egyik fő jellemző tulajdonsága, valamint támadása is. Ellenségeit is (pl. a Goombákat, Koopákat stb.) úgy győzi le leggyakrabban, hogy rájuk ugrik. Mario azontúl hogy képes hatalmasat ugrani, emberfeletti erőt is birtokol. Ez leginkább a Super Mario 64-ben mutatkozik meg. Képes rá, hogy megemelje a nálánál nagyobb méretű és feltehetőleg az ő súlyánál jóval nehezebb dolgokat, pl. a SM64 első pályájának a főellenségét, Big Bob-Omb-ot (nevezetesen a Bob-omb-ok királyát, aki szemmel láthatóan nagyobb és vélhetőleg nehezebb is volt Mariónál). Lenyűgöző bravúrnak számítanak a Bowserrel való küzdelmek, ahol hősünk megragadja Bowser farkát, és az olimpiában levő kalapácsvetés módszeréhez hasonlóan hajítja el igen nagy távolságokba. De a segítő tárgyaknak köszönhetően számos más extra képességre is szert tesz, ezekről a következő bekezdésben lehet olvasni.

## Fegyverek és fejlődési szintek
Mario képességeinek a többsége az általa megszerzett segítő tárgyakból ered. A legközismertebb ezek közül a Szuper Gomba, melytől hősünk kétszeresére nő meg, ezáltal Super Marióvá változik. A másik legnépszerűbb fegyver a Tűzvirág, mely által megváltozik ruházatának a színe (fehér felső és piros overall) és átváltozik Tűz Marióvá, aki képes a tűzlabdákat dobni. Csillag a Legyőzhetetlen Mariót egy rövid ideig gyakorlatilag - ahogy a neve is utal rá - sebezhetetlenné teszi és bárkit képes legyőzni, akár egy érintéssel is. A Szuper Levél képes hősünket Mosómedve Marióvá változtatni. Mosómedve-szerű farkával képes legyőzni az ellenfeleit, falakat szétverni, valamint kellő sebesség elérése után akár repülni is. Ott van még a Super Mario Bros. 3-ból ismert három speciális mez is: a Béka-mez, amely Mariót értelemszerűen kétéltűvé változtatja, így képes a víz alatt is lélegezni, valamint gyorsabban úszni, ám szárazföldi mozgását nagyban korlátozza. A Tanooki-Mez (vagy a Super Mario All-Stars magyar leírásában Mosómedve-mez) hasonló tulajdonságokkal rendelkezik, mint a Szuper Levél, de itt Mario képes szoborrá válni és ezáltal az ellenségek nem tudják megsebezni. A Kalapács-mez segítségével Mario kalapácsokat tud dobni, mellyel gyakorlatilag bármely ellenséget képes elpusztítani. A (Super Mario World) játékban megtalálható toll is a Szuper Levélre hasonlít; Mario egy Superman-hez hasonló köpenyt kap, minek segítségével képes lesz repülni, valamint nagy sebességgel pörögni, kiütve ezáltal az ellenséget.
A New Super Mario Bros.-ban (Nintendo DS) Mario újfajta fegyvereket kapott. Az egyik a Kék Páncél amely tulajdonképp egy üres koopa páncél, hősünk magára tudja ölteni, ezáltal fegyverként és védelmi eszközként is használni. A második a Mega Gomba, amellyel Mario óriási méretűre megnő és keresztülgázol az ellenségeken, téglákon, csöveken és falakon, mindent letarol. A harmadik, a kék színű Mini Gomba, amellyel Mario rendkívül kicsi méretűre zsugorodik, és képessé válik apró járatok, üregek és lyukak megközelítésére is, vizen járni, valamint hosszasan, lebegve ugrani. Viszont így az ereje a felére csökken, csak taposással tud ellenségeket megsebezni.
A Super Mario 64-ben az általa viselt sapkának nagy jelentősége van. Ugyanis ha ezt elveszti, sérülékenyebbé válik. Ebben a játékban sapkákba rejtették az extra képességeket; háromféle létezik, melyek mind más és más tulajdonságokkal bírnak. A piros színű téglák rejtik a repülősapkát, melynek segítségével Mario képes lesz repülni, valamint lefékezni a magasból történő zuhanást. A zöld színű téglákban található fémsapka Mariót sérthetetlenné teszi (a magasból történő lezuhanás okozta sérülések kivételével) és képessé a víz alatt lélegezni, valamint a fém nagy súlyának köszönhetően lesüllyedni a vízfenék aljára, és úgy mozogni, mint a szárazföldön, csak kicsit lassabban. A kék színű téglákban levő Láthatatlan Sapkának köszönhetően hősünk mindenki szeme láttára eltűnik, s így keresztül tud menni tárgyakon, falakon és az ellenségeken. A DS-es remake-ben nem sapkák, hanem virágok adják ugyanezeket a képességeket, ám karakterfüggő, hogy éppen melyik aktiválódik. Luigi válik láthatatlanná, fémruhát Wario ölt és Mario tud repülni, de a repülést nem a virág, hanem a toll adja. Mario a virágnak köszönhetően egy újfajta képességet kap, egy hatalmas léggöbbé változik, így lebegni és repülni is tud egy rövid ideig. Valójában ebben a játékban találkozhatunk először, a Mega Gombával, amely a New Super Mario Bros.-ban is szerepelt, és ugyanazokat a képességeket is szerzi meg.
A Super Mario RPG, a Paper Mario valamint a Mario & Luigi sorozatokban Mario egy kalapácsot használ, mint elsődleges fegyvert és eszközt is. A kalapács először a Donkey Kong-ban volt látható.
Ezen képességek alternatív változata mind tetten érhetők a Mariós spinoff-okban.

## Személyiség
Mariót a játékokban és a másfajta médiákban egy jószívű, barátságos és bátor hősnek írják, aki rajong az olasz ételekért. Ezt az ötletet az amerikai rajzfilmekben indították el, és később a Nintendo is támogatta. Például a Misadventures of Baby Sitting epizódban, amikor Marióék tévedésből a valódi világban rossz házban kötnek ki, ott csak azért vállalta el Mario (Luigi megmagyarázta volna, hogy eltévedtek) a gyermekfelügyeletet, mert a hűtő tele volt olasz kajákkal. Mario vidám személyisége visszatükröződik hangjában melyet a Mario’s Game Gallery óta a már fentebb is említett Charles Martinet kölcsönöz. Ugyanakkor nem lelkesedtek az amerikai olaszok, hogy a rájuk rótt sztereotípiákat alkalmazták hősünkön, ugyanis olaszos akcentussal, angolul beszél, és néha elhangzik néhány olasz szó, kifejezés is mondataiban (pl.: Mamma Mia!). Egyéb médiában (például film, rajzfilmsorozatok, képregények) nagyobb hangsúlyt fektettek arra, hogy szülővárosa Brooklyn, erősítve, hogy Mario amerikai. Mario beszéde a játékokban általában korlátozott; mondatokból, tőmondatokból, kiáltásokból áll. A Mario vs. Donkey Kong volt az első, ahol végre nemcsak szavakat mondott, hanem teljes, érthető mondatokat is. Pl.: „Come back here you big monkey!” (Gyere vissza ide, te nagy majom!). Bár az újabb Nintendo konzolok már lehetővé tennék, hogy a Nintendo karakterek komolyabban is kommunikáljanak (ahogy a Super Mario Sunshine-ban teszik), de ezt a Nintendo soha nem lépte meg, feltételezhetőleg azért, mert elméletük szerint elveszne a játékok varázsa. A The Legend of Zelda játékokban is Link a mai napig nem beszél.

## Foglalkozás és hobbik
Mario adott (és már sokszor is említett) foglalkozása vízvezeték-szerelő, bár szinte soha nem látni, hogy azt űzné a játékokban. Ez inkább egyfajta körítés, "magyarázat" a ruházatára, és bajszos átlagos középkorú külsejére. A csöveket és vezetékeket leggyakrabban közlekedési eszközként használja. Viszont a Mario rajzfilmekben (elsősorban is a The Adventures of Super Mario Bros. 3-ben) többször is látni, hogy többször foglalkozását űzve menti meg a bajbajutott embereket (legtöbbször természetesen Hercegnőt). Érdekes, hogy az eredeti Donkey Kong játékban Mario (aki akkor még Jumpman néven volt ismert) foglalkozása ács volt. 1990-ben megjelenő Dr. Mario nevű Tetris-szerű játékban Marióval, mint orvossal játszhatunk. Mára szériává avanzsálódott, és a Super Smash Bros. Meele-ben is felbukkan Dr. Mario, mint játszható karakter. A Mario’s Picross-ban még régészként is láthatjuk, de mégis a leggyakoribb foglalkozása az, hogy megmenti Peach hercegnőt a gonosz Bowser karmaiból. Hősünk áldásos tevékenységének köszönhetően a Gomba-királyság mindig megmenekül az őt fenyegető gonosztól. Bowser soha nem adja fel, nem zuhant le elégszer, és tűzálló teste sem tud eléggé megpörkölődni. A Mario & Luigi: Superstar Saga-ban a Mario fivéreket, mint szupersztárokat említik. Mivel a Gomba-királyság nemzetközi hősei és igencsak közkedvelt, népszerű személyek, így nem csoda ha a róluk mintázott tárgyak és játékok igen kelendőek az ő világában. Mivel sokszor mentette meg a hercegnő életét, ezért valószínű hogy ő Mariót régens hercegi rangra emelte és mellé saját országot is adományozott. A Super Mario Land 2: 6 Golden Coins (Game Boy) játékban Mario országát egy időre a gonosz unokatestvére, Wario szállja meg és miután Mario legyőzi őt és felszabadítja az országot Wario gonosz csatlósainak uralma alól úgy dönt, hogy inkább az egyszerű, köznapi életet éli öccsével, Luigi-vel egy szerény kis házban. Mario viszonylag gazdagnak tekinthető, ugyanis az állandó érmegyűjtés mellett profitjának nagyrésze a saját tulajdonában lévő Mario Toy Company-ből származik, az eladott Mario játékok által. Mario hobbijai között szerepel a gokart, különféle sportjátékok, mint pl.: a football, baseball, golf, tenisz, a verekedés (mint ahogy ez a Smash Bros. sorozatokban is látható), az építés, valamint a tánc.

## Kapcsolatok
Azóta, hogy az első játék megjelent, legfontosabb szerepe a bajbajutott hölgyek megmentése. Eredetileg az első barátnője Pauline volt, akit Donkey Kong elrabolt, egy építkezési területre vitt és az egyik épülő ház vasgerendáinak a legtetejére hurcolt. (Valószínű hogy ehhez a játékhoz a King Kong adta az ihletet.) Pauline-t később Peach hercegnő váltotta fel. Őt Bowser, a Koopa birodalom gonosz királya rabolt el, de nem szerelmi célokból - ahogy azt sokan tévesen hiszik, bár ennek ellenkezőjére van egy igen vicces példa a Super Paper Marióban - hanem, hogy a Gomba-királyságot megszerezhesse magának. Szerencsére hősünk meghiúsította gonosz tervét és kiszabadította a Hercegnőt. Ezek után olybá tűnt, mintha Peach  Hercegnő iránt Mario erős érzelmi szálakat szőne, hiszen sokszor mentette meg Peach hercegnőt, s ezért jutalmul mindig megcsókolta hősünket, amitől szinte mindig mámorba esett. Bár szerelmi kapcsolatukra sosem derül fény a Mario játékokban, mégis nyilvánvaló a kölcsönös szeretet a két karakter között. Inkább hihető, hogy Mario hősi tettből menti meg a Gomba Királyságot, és nem érzelmi okokból, és a puszitól csak annyira jön zavarba, mint amennyire bármely fiú kap lánytól. Volt Mario életében még egy gyengédebb érzelmi kötődés, de ez nem tartott túl sokáig. Sarasaland uralkodója, Daisy hercegnő volt az, akit Mario megmentett a gonosz űrhajós, Tatanga fogságából. Bár a hercegnő igen hálás Mariónak a hősies cselekedetért, mégis inkább Mario öccse, Luigi lesz az, aki iránt erősebb érzelmeket táplál a NES Open Tournament Golf játéktól kezdve. Mario legelső szerelme, Pauline mielőtt végleg a feledés homályába merülne, újból felbukkan a Mario vs. Donkey Kong 2: March of the Minis játékban. Itt vendégként látható a Super Mini Mario World nevezetű vidámpark nagy megnyitó-ünnepségén. Pauline eleinte még Mario szerelme, később már viszont csupán az egyik legkedvesebb barátja. A Super Mario land 2: 6 Golden Coins nevű Game Boy játékban előtűnik Mario ellenszenves, gonosz (mégis sokak által kedvelt) alteregója, Wario. Eleinte nem érzékelhető semmilyen jellegű kapcsolat a két szereplő között. Wario mindent megtesz, hogy keresztbe tegyen riválisának, Mariónak. A Nintendo Power nevű játékmagazinban fény derül arra, miszerint Wario Mario unokatestvére. Gyerekkorukban sokszor játszottak együtt, de a folyamatos nézeteltérések miatt Warióban heves utálat ébredt Mario iránt és emiatt van leggyakrabban ez az állandó rivalizálás.

## Mario manapság
Hősünk, ha lehet, még aktívabb, mint bármikor volt. A New Super Mario Bros. U-ban, Super Mario Maker-ben, Super Mario Party-ban, Super Mario Odyssey-ben Mario fáradhatatlanul menti Hercegnőt, kellemes játékórákat okozva ezzel rajongóinak.  2015-ben ünnepelte a cég a Super Mario Bros. megjelenésének 30. évfordulóját, melynek keretén belül megjelent Wii U-ra és 3DS-re a Super Mario Maker.

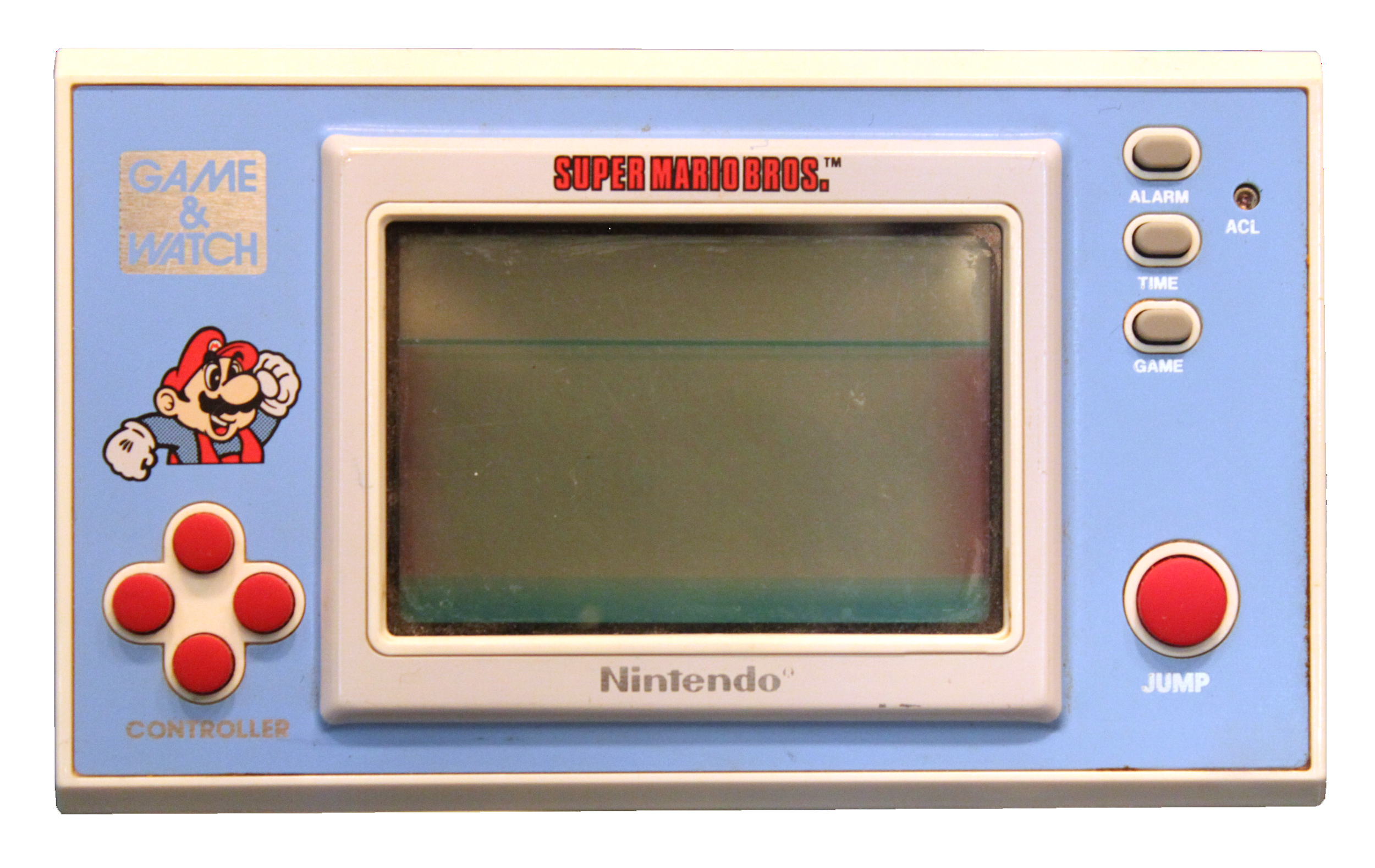
A Super Mario Bros. c. játék Game & Watch sorozat kvarcjáték verziója

Mario nem pihen, 2019-ben is sok új játék jelenik meg a neve alatt, a Mario & Luigi: Bowser's Inside Story + Bowser Jr.'s Journey - 2019. január 25-én 3DS-re. És 2018 végén volt a nagy durranás Switch-re, ez a Super Smash Bros.Ultimate, mely biztosan legalább akkora játékélményt nyújt, mint a Wii U-s vagy Nintendo 3DS-es Super Smash Bros. for 3DS/Wii U.